# 七月二十三日湖
32°6′15″N 20°3′50″E / 32.10417°N 20.06389°E
七月二十三日湖，或称班加西湖(阿拉伯语：‎)，位于是利比亚城市班加西市区的一潟湖，面积约100公顷。澙湖与班加西海港相连，通往地中海。